# 뭄
뭄(múm)은 아이슬란드의 밴드이다.